# Всемирная организация сикхов
Всемирная организация сикхов (англ. World Sikh Organization, WSO) — сикхская религиозная некоммерческая организация. Основана в 1984 году после операции «Голубая звезда» с целью «обеспечить эффективный и заслуживающий доверия голос для представления интересов сикхов на мировой арене» . Заявленной целью организации является «продвижение и защита интересов сикхской диаспоры» и «продвижение и защита» прав человека в целом. Президентом организации в настоящее время является Теджиндер Сингх Сидх.